# دبيق قصير
الدبيق القصير (باللاتينية: Bupleurum brachiatum) نوع نباتي ينتمي إلى جنس الدبيق من الفصيلة الخيمية.

## الموئل والانتشار
موطن هذا النوع بلاد الشام وتركيا وبعض مناطق القوقاز.

## مرادفات للاسم العلمي
- (باللاتينية: Bupleurum andronakii Woronow)